# Hermeskeil
Hermeskeil ist eine Stadt im Landkreis Trier-Saarburg in Rheinland-Pfalz. Sie ist Sitz der Verbandsgemeinde Hermeskeil und gemäß Landesplanung als Mittelzentrum ausgewiesen.

## Geographie
Die Stadt liegt im Schwarzwälder Hochwald im Südwesten des Hunsrücks. Die Gemarkung erstreckt sich in 500 bis 600 Metern Höhe in einer Mulde des Hochwalds, die den geographischen Mittelpunkt des Naturparks Saar-Hunsrück bildet. Eine Nachbarstadt ist das saarländische Wadern.
Hermeskeil liegt an den Flüssen Löster und Prims sowie an der Primstalsperre.
Weitere Bäche im Stadtgebiet sind der Erzbach im Norden, der Felsbach im Süden, der Forstelbach im Südosten, der Labach, der durch die Innenstadt fließt, der Langwiesenbach vom Lascheiderhof kommend oder der Rotbach, von Nordosten kommend.
Hermeskeil bezeichnet das Messtischblatt Nr. 6307 (früher Nr. 3495) der topografischen Karte im Maßstab 1:25.000.

### Gemeindeteile
Zu Hermeskeil gehören die Wohnplätze (Gemeindeteile) Abtei, Blasiusmühle, Industrie- und Gewerbepark Grafenwald, Höfchen, Gewerbegebiet Adrian, Katzenmühle, Lascheiderhof, Lascheider Neuhaus, Laurentiushof, Markushof, Nickelsmühle, Römerhof, Rückersbergerhof, Vor Buchenwald, Wendelshof, Gewerbegebiet Raiffeisenstraße und Industrie- und Gewerbegebiet Dörrenbach.

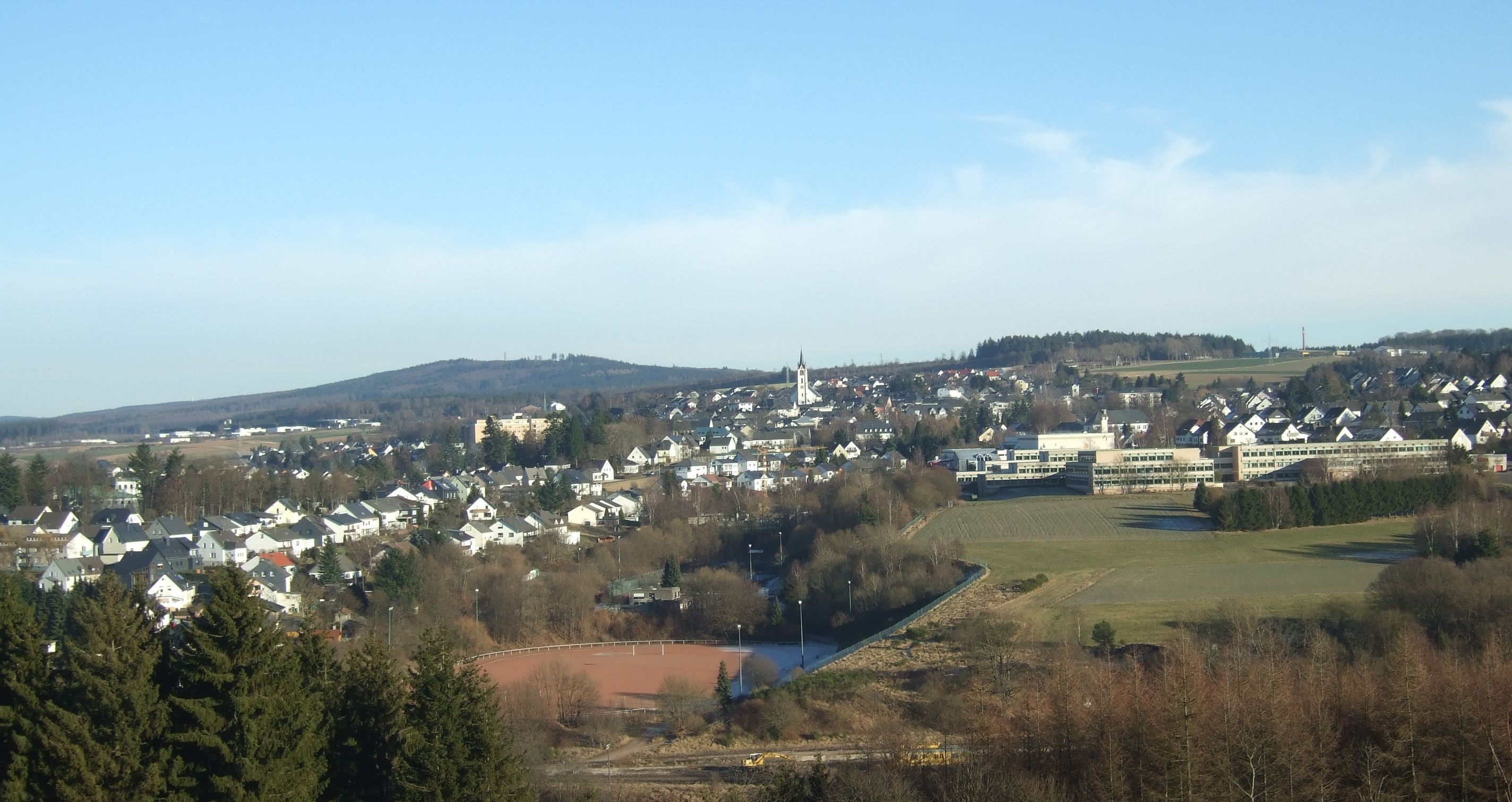
Hermeskeil
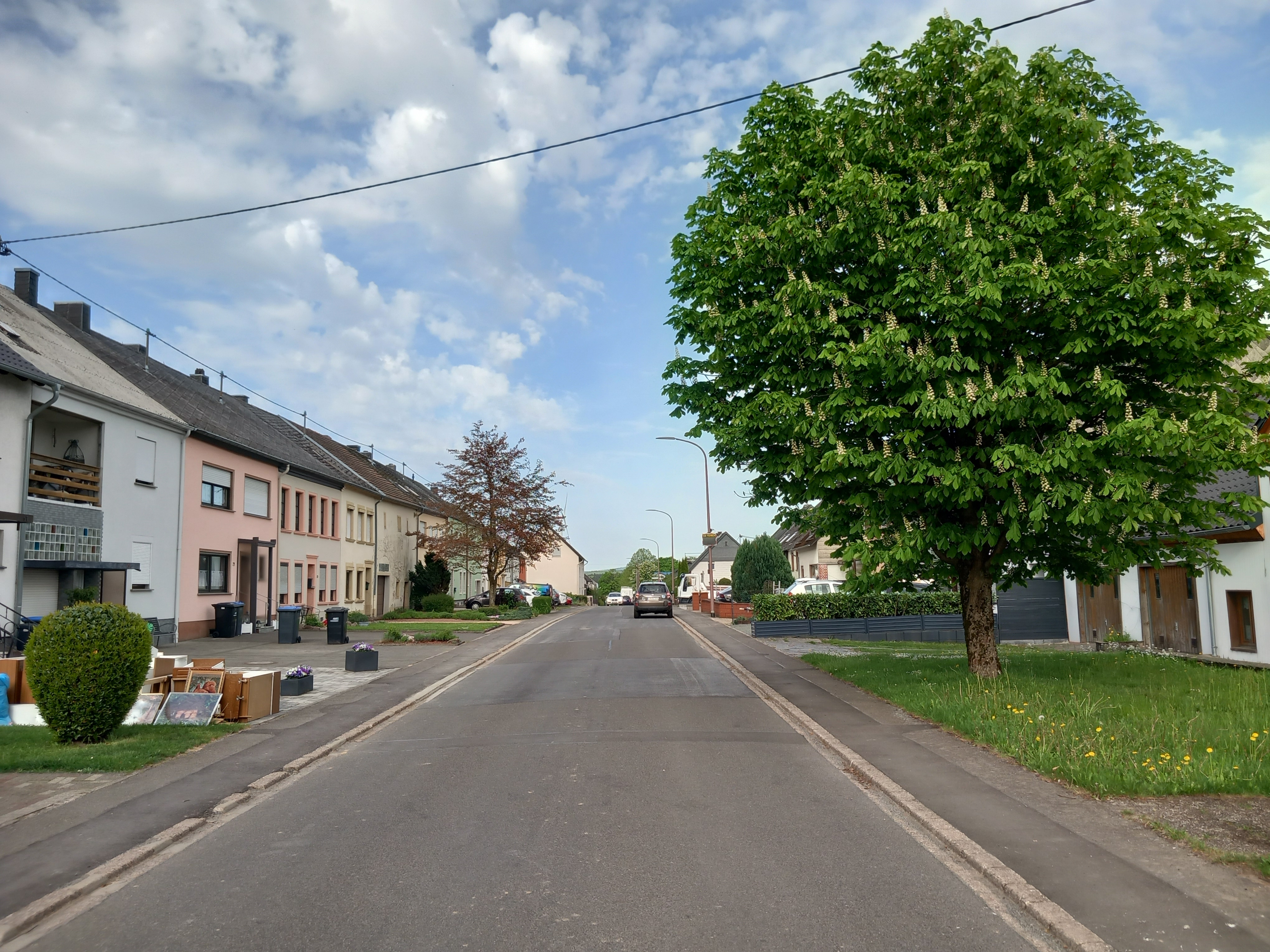
Höfchen

### Nachbargemeinden
Benachbart sind die Gemeinden Rascheid, Geisfeld, Damflos, Züsch, Gusenburg und Reinsfeld im Landkreis Trier-Saarburg sowie Malborn im Landkreis Bernkastel-Wittlich und Nonnweiler im Landkreis St. Wendel, Saarland.

### Klima
Der Jahresniederschlag beträgt 1079 mm.

## Geschichte
Archäologische Funde in der Gegend von Hermeskeil verweisen auf vorchristliche Siedlungen, wie keltische Gräberfelder, keltische Wege und römische Straßen, an denen Gutshöfe lagen.
Bei Grabungen von 2010 bis 2018 konnten Archäologen der Johannes Gutenberg-Universität Mainz nahe Hermeskeil das bis dahin älteste römische Militärlager in Deutschland nachweisen. Das Militärlager soll am Ende des Gallischen Krieges in den Jahren 53 und 51 v. Chr. von den Truppen Gaius Iulius Caesars errichtet worden sein. Die knapp 26 Hektar große Anlage mit Befestigungswall bot Platz für über 10.000 Soldaten.
Eine erste schriftliche Erwähnung des Ortes könnte in dem 634 entstandenen Testament des Adalgisel Grimo vorliegen, in dem ein Ort Callido genannt wird, wobei allerdings unsicher bleibt, ob damit Kell, Niederkell oder Hermeskeil gemeint ist. Die erste zweifelsfreie Nennung von Hermeskeil entstammt dem Jahr 1220, wo der Name als Hermannis Kellede überliefert ist.:8
Nach dem Feuerbuch des Amtes Grimburg aus dem Jahr 1563 war der Trierer Kurfürst Hauptgrundeigentümer und Gerichtsherr. Verwaltungsmäßig gehörte Hermeskeil zum Hochgericht Reinsfeld. 1625 bestanden in Hermeskeil 35 Haushaltungen (Herdstellen). Im Dreißigjährigen Krieg kam es zu Brandschatzungen und Plünderungen,:17 sodass 1651 nur noch vier Hausstellen bestanden. Ab dem 18. Jahrhundert entwickelte sich Hermeskeil erneut und war 1787 mit 471 Personen der größte Ort im Amt Grimburg.:13

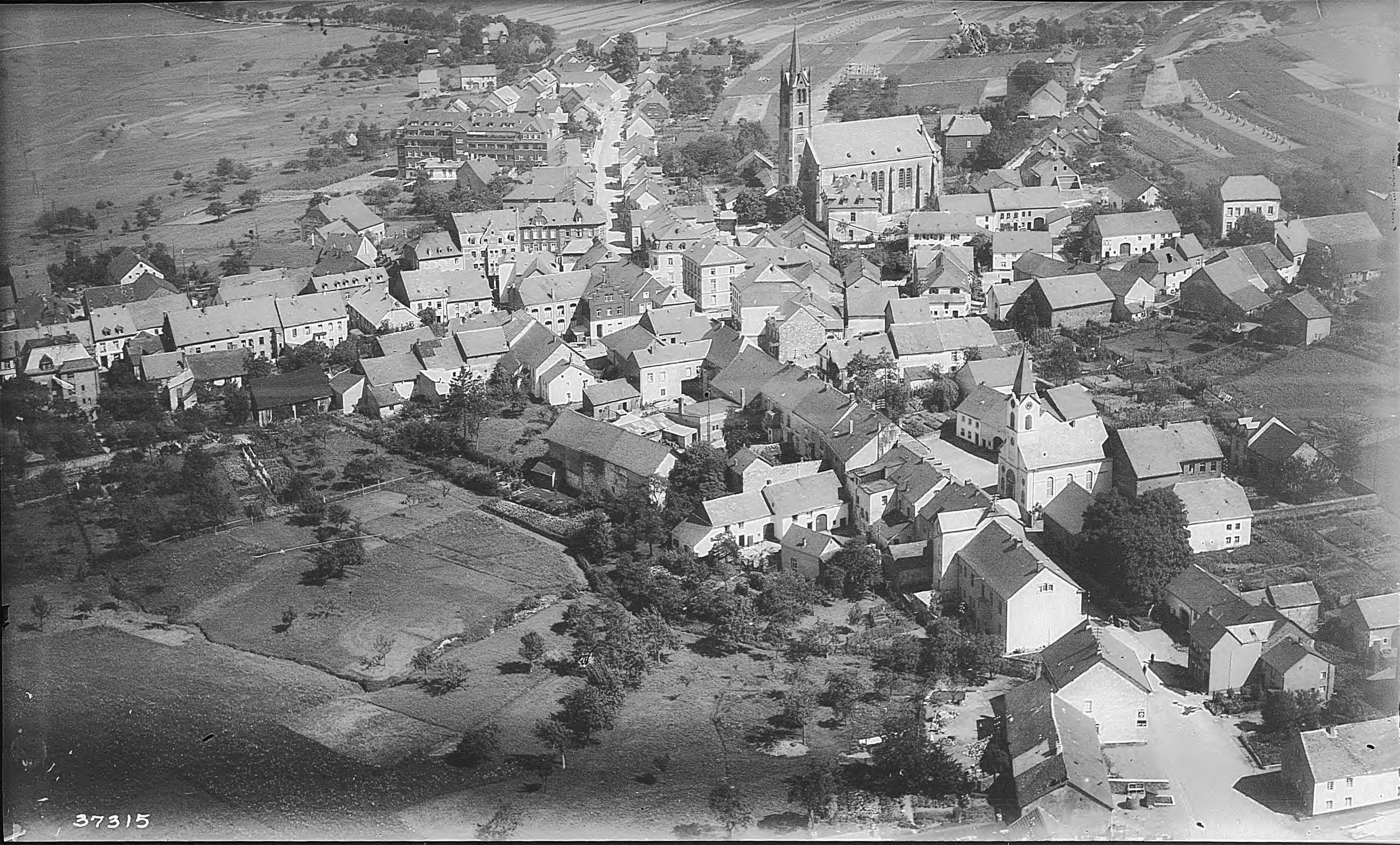
Ortsansicht im Jahr 1931

Im 19. Jahrhundert entwickelte sich Hermeskeil endgültig zum Hauptort im Hochwald. In der Franzosenzeit wurde Hermeskeil chef-lieu des gleichnamigen Kantons und gehörte zum Arrondissement de Birkenfeld im Département de la Sarre.:14 1814 wurde das Friedensgericht (heute Amtsgericht) von Reinsfeld nach Hermeskeil verlegt. Nach kurzer österreichisch-bayerischer Verwaltung (1814) und preußischer Besitznahme (1815) wurde Hermeskeil in den 1816 gebildeten Landkreis Trier eingegliedert und Sitz der Bürgermeisterei Hermeskeil. Im Jahr 1852 gab es Pläne, eine Neuordnung der Landkreise vorzunehmen. Ein neuer Landkreis mit Sitz in Hermeskeil aus Teilen der Landkreise Trier und Bernkastel sollte entstehen. 1855 wurden die Pläne allerdings wieder verworfen. Um 1830 wurden bereits neun Kram- und Viehmärkte und ein Wochenmarkt abgehalten.[Quelle fehlt] Die Marktrechte erhielt Hermeskeil im Jahr 1858. 1931 wurden die Ortsteile Abtei und Höfchen eingemeindet.
In Hermeskeil bestand seit den Zuzügen im 19. Jahrhundert neben der katholischen Pfarrei eine kleine evangelische Gemeinde mit einer 1852/1853 erbauten Kirche. Die katholische Kirche wurde in den Jahren 1867–1870 neu errichtet und deren Standort hierbei vom alten Ortskern im Norden in das damals entstehende Zentrum an der dortigen Straßenkreuzung verlegt. Hermeskeil war auch Sitz einer jüdischen Gemeinde. Die Synagoge wurde während der Novemberpogrome 1938 geschändet und 1945 zerstört.:68 Eine Reproduktion der Stalingradmadonna (Statue aus Sandstein) wurde in Hermeskeil auf einem Wiesenstück neben der Pfarrkirche St. Martin aufgestellt von Pfarrer Mohr, Stalingrad-Teilnehmer.
Am 4. Juli 1970 wurde Hermeskeil zur Stadt erhoben.
Von 1962 bis 2006 gab es in Hermeskeil eine Bundeswehr-Kaserne, die seit 1967 Hochwald-Kaserne genannt wurde, mit ungefähr 1400 Soldaten. Sie wurde noch zwischen 1993 und 1996 umfangreich saniert, doch Ende 2006 aufgelassen. Einige Gebäude der Kaserne und der benachbarte ehemalige Standortübungsplatz an der B52 zwischen Hermeskeil und Trier sind ungenutzt. Ein auf dem Kasernengelände ursprünglich geplantes Tourismusprojekt „Dorf Hochwald“ konnte aufgrund der Insolvenz des ursprünglichen Investors nicht realisiert werden. Die Kaserne Hermeskeil wurde 2011 für 1,6 Millionen Euro an einen anderen Investor verkauft. Ein Hochregallager für die zur Zedach-Gruppe gehörende Dachdecker-Großhandlung DEG wurde 2012 auf dem Gelände der Kaserne errichtet; einige Gewerbebetriebe haben Flächen angemietet. Die Aufnahmeeinrichtung für Asylbegehrende (AfA) Hermeskeil befindet sich seit Ende 2015 auf dem Gelände der ehemaligen Kaserne (Trierer Straße 200).

### Einwohnerstatistik
Die Entwicklung der Einwohnerzahl von Hermeskeil, die Werte von 1871 bis 1987 beruhen auf Volkszählungen:
| Hermeskeil: Einwohnerzahlen von 1815 bis 2023 | Hermeskeil: Einwohnerzahlen von 1815 bis 2023 | Hermeskeil: Einwohnerzahlen von 1815 bis 2023 | Hermeskeil: Einwohnerzahlen von 1815 bis 2023 | Hermeskeil: Einwohnerzahlen von 1815 bis 2023 |
| --------------------------------------------- | --------------------------------------------- | --------------------------------------------- | --------------------------------------------- | --------------------------------------------- |
| Jahr                                          |                                               |                                               |                                               | Einwohner                                     |
| 1815                                          | 1815                                          |                                               | 679                                           | 679                                           |
| 1835                                          | 1835                                          |                                               | 1.829                                         | 1.829                                         |
| 1871                                          | 1871                                          |                                               | 1.892                                         | 1.892                                         |
| 1905                                          | 1905                                          |                                               | 2.518                                         | 2.518                                         |
| 1939                                          | 1939                                          |                                               | 4.219                                         | 4.219                                         |
| 1950                                          | 1950                                          |                                               | 3.711                                         | 3.711                                         |
| 1961                                          | 1961                                          |                                               | 4.535                                         | 4.535                                         |
| 1970                                          | 1970                                          |                                               | 5.730                                         | 5.730                                         |
| 1987                                          | 1987                                          |                                               | 5.486                                         | 5.486                                         |
| 1997                                          | 1997                                          |                                               | 6.100                                         | 6.100                                         |
| 2005                                          | 2005                                          |                                               | 5.735                                         | 5.735                                         |
| 2015                                          | 2015                                          |                                               | 7.122                                         | 7.122                                         |
| 2023                                          | 2023                                          |                                               | 7.511                                         | 7.511                                         |
|                                               |                                               |                                               |                                               |                                               |

## Religion

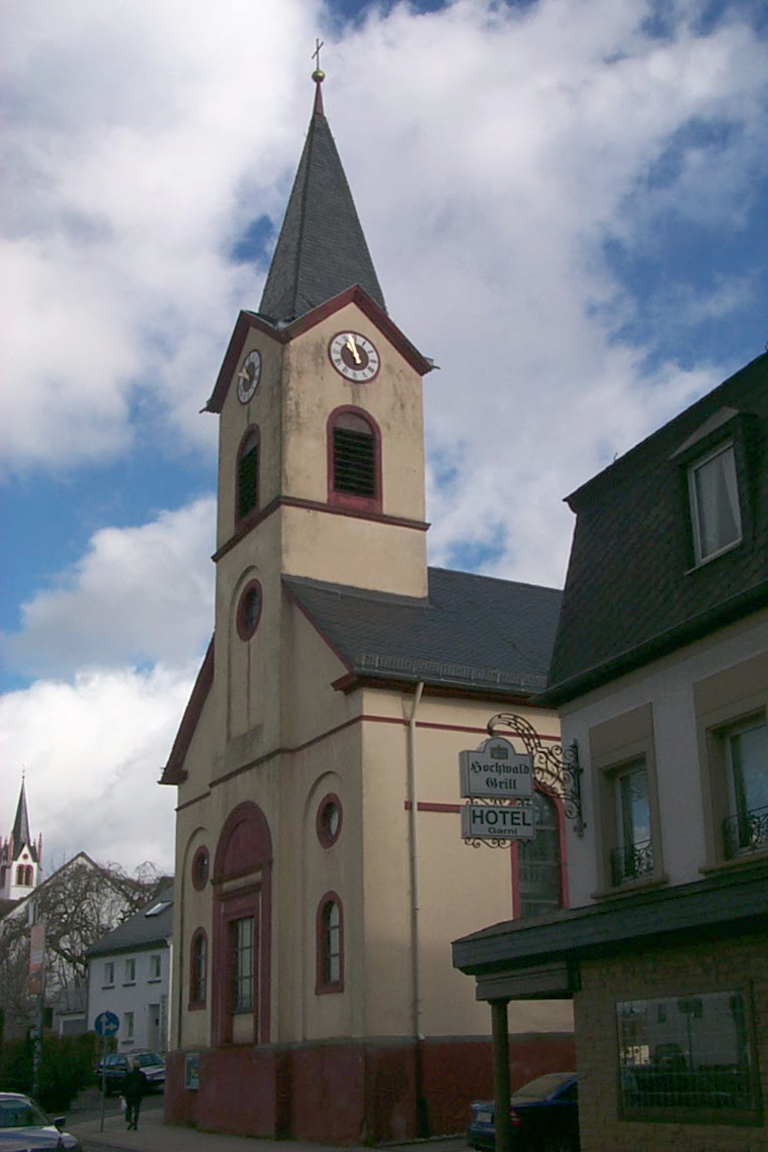
Evangelische Kirche

- Katholische Kirchengemeinde St. Martin[23] im Pastoralen Raum Hermeskeil, ehem. Dekanat Hermeskeil-Waldrach
- Evangelische Kirchengemeinde Hermeskeil-Züsch
- Ehemaliges Franziskaner-Kloster (1923–2016; 2017–2022 Franziskanerinnen). Weiterhin Gottesdienste in der Klosterkirche.
- Zeugen Jehovas, Versammlung Hermeskeil
- Christliche Gemeinde Hermeskeil

### Konfessionsstatistik
Im Jahr 1871 waren von 1552 Einwohnern im damaligen Gemeindegebiet 92,5 % katholisch (1436 Personen), 6,4 % evangelisch (99) und 1,1 % jüdisch (17).
Mit Stand Juni 2005 waren 73,9 % der Einwohner römisch-katholisch und 12,5 % evangelisch. 13,6 % gehörten entweder einer anderen Glaubensgemeinschaft an oder waren konfessionslos.
Ende Dezember 2024 waren 43,9 % der Einwohner römisch-katholisch und 7,7 % evangelisch. 48,4 % gehörten entweder einer anderen Glaubensgemeinschaft an oder waren konfessionslos.

## Politik

### Stadtrat
Der Stadtrat in Hermeskeil besteht aus 22 Ratsmitgliedern, die bei der Kommunalwahl am 9. Juni 2024 in einer personalisierten Verhältniswahl gewählt wurden, und dem ehrenamtlichen Stadtbürgermeister als Vorsitzendem.
Die Sitzverteilung im Stadtrat:
| Wahl | SPD | CDU | Grüne | Linke | Piraten | BfB * | FWG * | Gesamt   |
| ---- | --- | --- | ----- | ----- | ------- | ----- | ----- | -------- |
| 2024 | 5   | 7   | 1     | 1     | –       | 4     | 4     | 22 Sitze |
| 2019 | 8   | 8   | –     | 1     | –       | 2     | 3     | 22 Sitze |
| 2014 | 6   | 9   | –     | 1     | 1       | 3     | 2     | 22 Sitze |
| 2009 | 5   | 8   | –     | 2     | –       | 4     | 3     | 22 Sitze |
| 2004 | 6   | 9   | –     | –     | –       | 4     | 3     | 22 Sitze |

### Stadtbürgermeister
Bei der Direktwahl am 26. Mai 2019 wurde Lena Weber mit einem Stimmenanteil von 54,65 % für fünf Jahre gewählt und trat ihr Amt am 16. Juli an. Bei der Direktwahl am 9. Juni 2024 kandidierte sie nicht erneut. Nachdem sich dort keiner der ursprünglich drei Kandidaten durchsetzen konnte, wurde am 23. Juni eine Stichwahl zwischen Christoph König (BfB) und Christian Rudolf Kruchten (CDU/FWG) durchgeführt. Diese gewann König bei einer Wahlbeteiligung von 50,7 % mit 59,2 % der Stimmen.
Die Amtsträger seit 1970:
- von 1970 bis 1981: Alfons Schmitt (CDU)[34]
- von 1982 bis 1989: Karl-Heinz Dahlke (CDU)[35]
- von 1989 bis 1994: Albert Kampmann (SPD)[36]
- von 1994 bis 2009: Ilona König (CDU)
- von 2009 bis 2014: Udo Moser (BfB)
- von 2014 bis 2019: Mathias Queck (CDU)
- von 2019 bis 2024: Lena Weber (SPD)
- seit 2024: 0000000 Christoph König (BfB)

### Wappen
| Wappen von Hermeskeil | Blasonierung: „Unter silbernem Schildhaupt mit rotem Balkenkreuz gespalten. Vorn in Silber ein blauer Keil, darin ein gestürztes silbernes Schwert mit goldenem Griff und Parierstange. Hinten in Silber mit blauem Bord eine rote Lilie mit blauem Bund.“                                |
| Wappen von Hermeskeil | Wappenbegründung: Das rote Kreuz entstammt dem Wappen von Kurtrier, dem ehemaligen Landesherren. Das Schwert erinnert an St. Martin, den Patron der Pfarrkirche. Der Keil verweist redend auf den Ortsnamen und die Lilie erinnert an die Abtei Tholey, die Kollator der Pfarrkirche war. |

### Städtepartnerschaften
Hermeskeil pflegt seit 1975 eine Gemeindepartnerschaft mit Saint-Fargeau im französischen Burgund und seit 2002 mit Hel in Polen.

## Kultur und Sehenswürdigkeiten

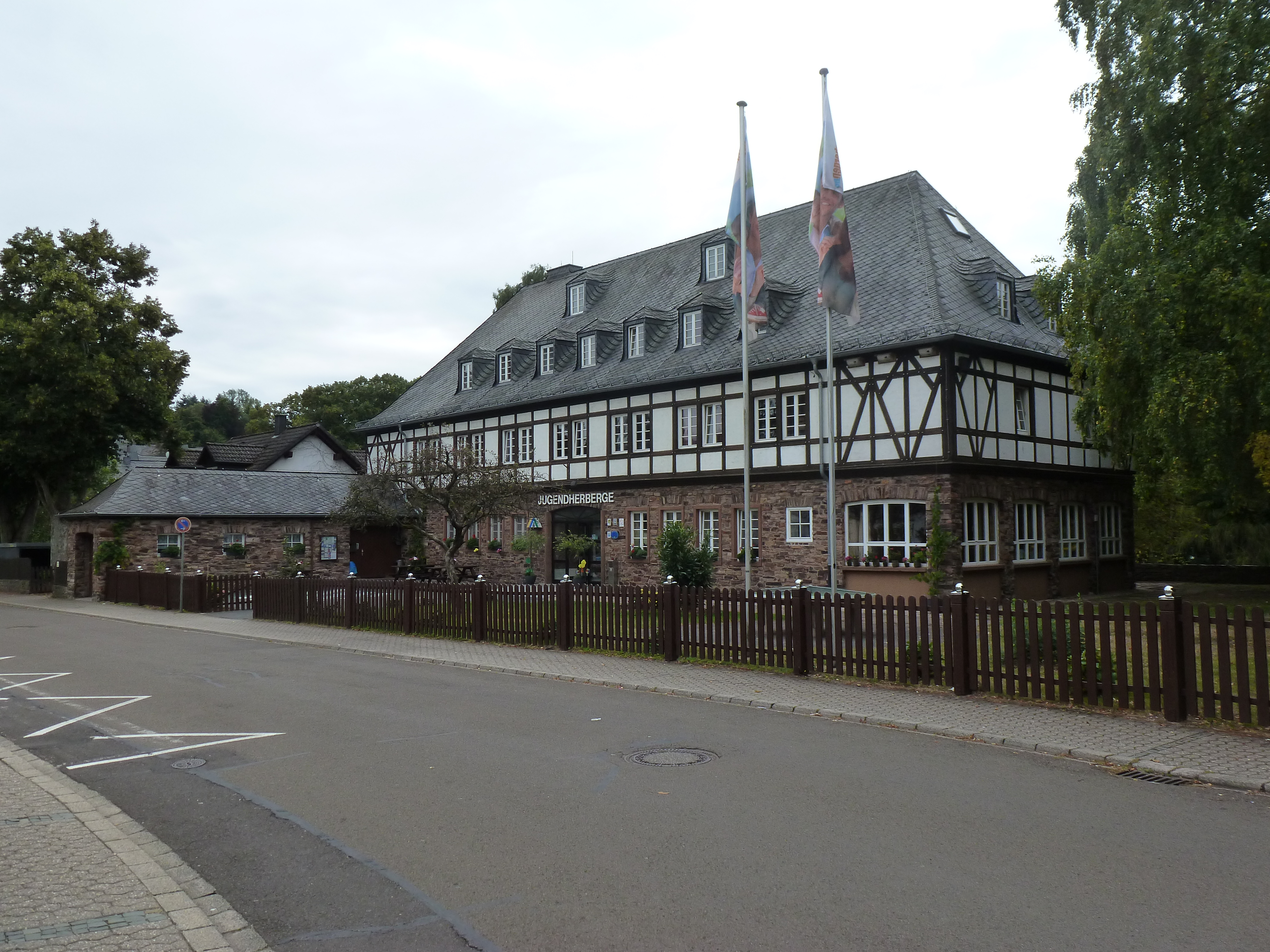
Jugendherberge

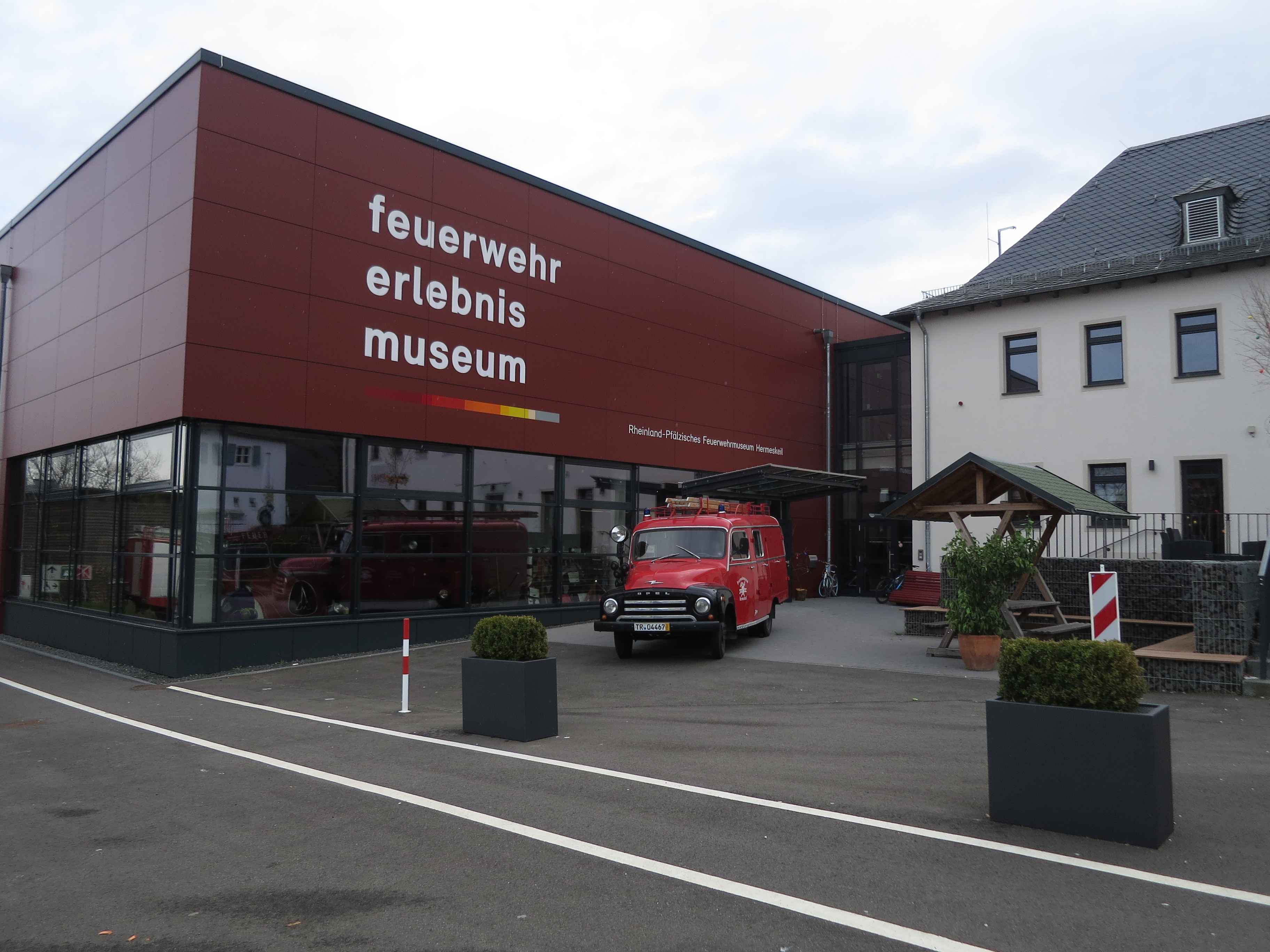
feuerwehr erlebnis museum

### Bauwerke
Das Stadtbild wird durch die Evangelische Kirche (erbaut 1853) und ihr katholisches Pendant St. Martin (erbaut 1867–70) dominiert. Letztere kam 2023 in die Schlagzeilen, weil sie aufgrund ihres maroden Zustandes an einen Investor verkauft werden soll. Außerdem gibt es die Marienkapelle auf dem Erzberg oder die Mühlenkapelle.
Eindrucksvoll sind auch die im Fachwerkstil errichtete Jugendherberge, das Amtsgericht Hermeskeil oder der Bahnhof Hermeskeil.

### Museen
- Flugausstellung Hermeskeil, größte private Flugausstellung Europas (Peter Junior)
- Privates Dampflok-Museum im ehemaligen Bahnbetriebswerk Hermeskeil
- Rheinland-Pfälzisches Feuerwehrmuseum Hermeskeil (feuerwehr erlebnis museum)
- Hochwaldmuseum Hermeskeil

### Freizeit
Die Stadt bietet ein Freizeithallenbad und ein Freibad, sowie Turn- und Sporthallen, Sportplätze, Tennisplätze, Fitnesszentren. Aufgrund der Lage im Hunsrück ist das Stadtbild durch Hotels und Ferienwohnungen geprägt. Zudem gibt es eine Jugendherberge und eine Pfadfinderhütte.
Hermeskeil liegt am Hunsrück-Radweg (Saarburg – Bacharach), am Ruwer-Hochwald-Radweg (Hermeskeil – Trier-Ruwer) sowie am Primstal-Radweg (Hermeskeil – Nonnweiler).
Sehenswert sind zwei Mammutbäume am Tivoli an der Landesstraße 151 in Richtung Nonnweiler.
Oberhalb von Hermeskeil in Richtung Züsch liegt das Erholungsgebiet Pflanzgarten mit dem Hermeskeiler Naturerkundungspfad, dem Bienenpfad, dem Biberpfad und dem Legionärspfad. Die Allee der „Bäume des Jahres“ (von 1989 bis 2017) befindet sich in der Verlängerung der Straße An der alten Brauerei.

## Wirtschaft und Infrastruktur

### Unternehmen
In Hermeskeil befinden sich Werke des Herstellers von Fensterbeschlägen Siegenia-Aubi KG und des Herstellers von medizinischem Verbrauchsmaterial Medtron.

### Verkehr

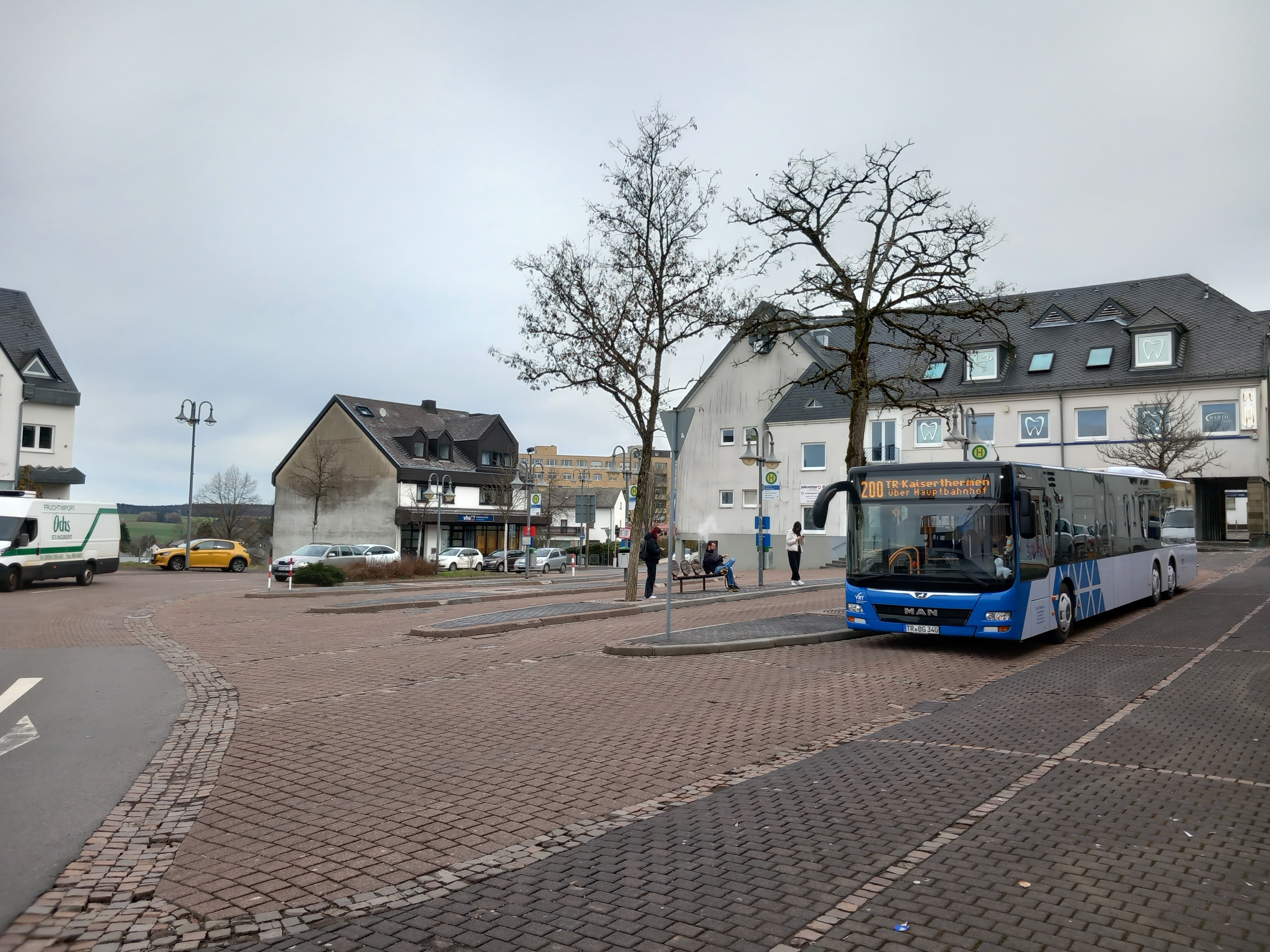
Busbahnhof Donatusplatz mit Bus der Linie 200

Westlich von Hermeskeil verläuft die Bundesautobahn 1. Außerdem liegt Hermeskeil an den Bundesstraßen 52 (in Richtung Reinsfeld), 327 (in Richtung Thalfang/Morbach/Koblenz) und 407 (in Richtung Zerf/Saarburg/Perl) sowie an weiteren Landes- und Kreisstraßen.
Von Hermeskeil verkehren neben weiteren Buslinien stündlich (am Wochenende zweistündlich) Busse der Linie 200 von Hermeskeil nach Trier sowie die Linie R20 von Hermeskeil nach Türkismühle/Saarland.
Hermeskeil besitzt mit dem Donatusplatz einen Busbahnhof in der Innenstadt.
Durch den Bau von Eisenbahnstrecken nach Trier (1889 fertiggestellt), Türkismühle (1897 fertiggestellt) und Simmern (1903 fertiggestellt) war der Bahnhof Hermeskeil zeitweilig ein Eisenbahnknotenpunkt::39 Die Strecken der Hunsrückbahn und der Hochwaldbahn sind stillgelegt, auf der Trasse der ehemaligen Hochwaldbahn verläuft der Ruwer-Hochwald-Radweg.

### Örtliche Einrichtungen
Rathaus der Verbandsgemeinde, unter anderem mit Standesamt, Stadtbücherei, Kfz-Zulassungsstelle und Tourist-Information, TÜV-Niederlassung, Amtsgericht Hermeskeil, Notariat, Polizeiinspektion, Bundesagentur für Arbeit, Forstamt mit forsttechnischem Stützpunkt, Holz-Markt-Service der Forstdirektion Trier, Informationszentrum des Naturparks Saar-Hunsrück Rheinland-Pfalz, Straßenmeisterei sowie Geschäftsstellen der Sparkasse Trier und der Volksbank Trier Eifel.

### Soziale Versorgung und Sicherheit
St.-Josef-Krankenhaus, Hochwald-Altenzentrum St. Klara, DRK-Sozialstation, Freiwillige Feuerwehr, AWO-Sozialzentrum, ambulante Dienste und Technisches Hilfswerk.

### Bildung
Die Rektor-Bach-Hauptschule und die Erich Kästner Realschule bilden seit dem Schuljahr 2010/11 die Integrierte Gesamtschule Hermeskeil.
Weitere Einrichtungen sind die Kindergärten Adolf Kolping, Rosa Flesch sowie Villa Kunterbunt, Grundschule, Gymnasium Hermeskeil (im Jahr 2013 einhundertjähriges Bestehen), Geschwister-Scholl-Schule – Berufsbildende Schule, Erwachsenenbildungseinrichtungen, Kreismusikschule.

## Trivia
Neben verschiedenen Ortsstraßen in der Region sind auch die Hermeskeiler Straße und der Hermeskeiler Platz in Köln nach der Stadt benannt.

## Persönlichkeiten

### In Hermeskeil geboren
- Peter Harig (1893–1981), Abgeordneter und Ortsbürgermeister von Hermeskeil
- Wilfried Gehl (1929–2017), Ingenieur der Elektrotechnik, Erfinder
- Bernhard Wehrens (* 1934), Abteilungsleiter bei der Europäischen Kommission (EU) in Brüssel
- Wilhelm Dupré (1936–2024), Religionsphilosoph
- Dittmar Lauer (* 1937), Heimatforscher, Autor und Verleger, Architekt
- Gernot Lucas (* 1938), Architekt, Innenarchitekt und Hochschullehrer
- Heinz Josef Algermissen (* 1943), Bischof von Fulda
- Hans-Josef Klauck (1946–2025), Franziskaner (OFM), Bibelwissenschaftler, Professor an der University of Chicago
- Bernd Becker (* 1954), Informatiker und Hochschullehrer
- Gottfried Biewer (* 1955), Bildungswissenschaftler und Hochschullehrer
- Hanns-Christoph Eiden (* 1956), Verwaltungsjurist
- Frank Astor (* 1959), Coach, Trainer, Entertainer, Schauspieler und Autor
- Heinz-Werner Kubitza (* 1961), Autor und Verleger
- Frank P. Meyer (* 1962), Schriftsteller
- Sonja Röder (* 1964), Schriftstellerin
- Brigitte Röder (* 1967), Psychologin und Neuropsychologin
- Bettina Brück (* 1967), Politikerin (SPD)
- Marc Bauch (* 1973), Lehrer, Autor, Amerikanist und Kirchenmusiker
- Andreas Hackethal (* 1975), Politiker (CDU)
- Shida Bazyar (* 1988), Schriftstellerin
- Kristina Krewer (* 1989), Kegelsportlerin
- Tina Gadziała (* 1992), deutsch-polnische Fußballspielerin

### Mit Hermeskeil verbunden
- Gerd Fuchs (1932–2016), Schriftsteller, wuchs in Hermeskeil auf
- Matthias Utters (1934–1986), Guardian des Franziskanerklosters in Hermeskeil
- Karl Diller (* 1941), Politiker (SPD) und ehemaliger Lehrer, wohnte in Hermeskeil
- Klaus Servene (* 1949), Schriftsteller, wuchs in Hermeskeil auf
- Arthur Thömmes (* 1956), Dipl.-Theologe, Religionspädagoge und Autor, wuchs in Hermeskeil auf